# Navio L5
Navio L5 — беспилотный магистральный седельный тягач, представленный в декабре 2024 года на международной конференции AI Journey («Путешествие в мир искусственного интеллекта»).

## Описание
Автомобиль Navio L5, представленный в 2024 году, является первым полностью беспилотным седельным тягачом, сделанным в России. Модель не имеет места водителя и каких-либо органов управления.
Navio L5 имеет радары, лидары и видеокамеры, откуда берутся данные, получаемые автономной системой. Дорога и обстановка вокруг автомобиля сканируются непрерывно с углом обзора 360 градусов. Также имеется возможность экстренного торможения перед препятствиями. Заявленное время работы — 23 часа в сутки плюс один час технического перерыва. По стандарту SAE (Society of Automotive Engineers) автомобиль соответствует уровню L5.
В автомобиле Navio L5 применяется технология V2X (vehicle-to-everything). В режиме реального времени датчики передают информацию о текущем состоянии автомобиля.
9 апреля 2025 года два грузовика компании Navio приняли участие в эксперименте по использованию беспилотных грузовых фургонов на Центральной кольцевой автодороге (ЦКАД) в Московской области. Минтранс РФ объявил о подключении парка компании из 43 транспортных средств к государственной информационной системе ЭРА-ГЛОНАСС в рамках эксперимента по онлайн-мониторингу движения беспилотных грузовиков на трассе М-11 «Нева».